# Cottus asperrimus
Cottus asperrimus és una espècie de peix pertanyent a la família dels còtids.
Fa 9,6 cm de llargària màxima (normalment, en fa 5,5). És un peix d'aigua dolça, demersal i de clima temperat (41°N-40°N). És endèmic a Nord-amèrica a la conca del riu Pit (Califòrnia, els Estats Units).
La seua esperança de vida és de 5 anys. És inofensiu per als humans.